# 宝寿院 (三木市)
宝寿院（ほうじゅいん）は、兵庫県三木市にある真言宗大覚寺派の寺院である。山号は羽場山。播磨八薬師霊場8番札所である。

## 沿革
伝承によれば白雉3年（652年）、法道（天竺から渡来したという伝説上の人物）によって開基されたという。高野山月輪寺と称し、僧舎十坊堂が存在した。天正時代、別所氏の兵乱のため堂宇僧舎を焼失した。1584年（天正12年）空泉により再興されたが、再び大破、1682年（天和2年）大修理を行った。1873年（明治6年）3月三木町（現三木市）にあった泉蔵院を当院と併合した。

## 境内
- 本堂
- 大師堂
- 鐘楼
- 庫裡